# Jersey Turnpikes
I Jersey Turnpikes sono stati una franchigia di pallacanestro della USBL, con sede a Hoboken, nel New Jersey, attivi nel 1995.
Disputarono un solo campionato, nel 1995, arrivando secondi nella regular season  con un record di 21-6. Nei play-off persero la semifinale con gli Atlanta Trojans per 116-102. Si sciolsero alla fine del campionato.

## Stagioni
| Stagione | Lega | Denominazione    | V  | P | %    | Piazzamento | Play-off   |
| -------- | ---- | ---------------- | -- | - | ---- | ----------- | ---------- |
| 1995     | USBL | Jersey Turnpikes | 21 | 6 | 77,7 | 2º          | Semifinale |